# Onorificenze della Repubblica di Weimar
Le onorificenze della Repubblica di Weimar consistono nelle medaglie militari, politiche e civili che sono state distribuite dalla Repubblica di Weimar, in Germania, dal 1919 al 1933.

## Onorificenze di stato
| Nastro | Onorificenza                   |
| ------ | ------------------------------ |
|        | Scudo dell'aquila tedesca      |
|        | Distintivo per aviatori (1920) |
|        | Distintivo per carristi (1921) |
|        | Distintivo coloniale (1922)    |
|        | Ordine del leone (1922)        |
|        | Croce delle Fiandre            |
|        | Legion d'onore tedesca         |
|        | Croce d'onore di guerra        |

## Onorificenze per iFreikorps
| Nastro | Onorificenza      |
| ------ | ----------------- |
|        | Croce del Baltico |
|        | Aquila di Slesia  |

## Onorificenze e medaglie degli stati della Repubblica di Weimar

### Stato libero di Anhalt
| Nastro | Onorificenza                    |
| ------ | ------------------------------- |
|        | Medaglia del salvataggio        |
|        | Medaglia per i vigili del fuoco |
|        | Medaglia al lavoro              |

### Repubblica di Baden
| Nastro | Onorificenza                    |
| ------ | ------------------------------- |
|        | Medaglia per i vigili del fuoco |
|        | Medaglia di stato               |

### Stato libero di Baviera
| Nastro | Onorificenza                                     |
| ------ | ------------------------------------------------ |
|        | Medaglia del salvataggio                         |
|        | Distintivo d'onore per i vigili del fuoco (1920) |
|        | Medaglia per i vigili del fuoco (1920)           |
|        | Croce al merito per i vigili del fuoco (1928)    |

### Stato popolare d'Assia
| Nastro | Onorificenza                              |
| ------ | ----------------------------------------- |
|        | Decorazione per i vigili del fuoco (1922) |

### Stato libero di Lippe
| Nastro | Onorificenza                           |
| ------ | -------------------------------------- |
|        | Medaglia del salvataggio (1925)        |
|        | Medaglia di stato (1926)               |
|        | Medaglia per i vigili del fuoco (1927) |

### Stato libero di Meclemburgo-Schwerin
| Nastro | Onorificenza                    |
| ------ | ------------------------------- |
|        | Medaglia del salvataggio (1926) |

### Stato libero di Meclemburgo-Strelitz
| Nastro | Onorificenza                             |
| ------ | ---------------------------------------- |
|        | Medaglia del salvataggio (1922)          |
|        | Medaglia per le arti e le scienze (1928) |

### Stato libero di Oldenburg
| Nastro | Onorificenza                           |
| ------ | -------------------------------------- |
|        | Medaglia per i vigili del fuoco (1928) |

### Stato libero di Schaumburg-Lippe
| Nastro | Onorificenza                              |
| ------ | ----------------------------------------- |
|        | Decorazione per i vigili del fuoco (1924) |

### Stato libero di Turingia
| Nastro | Onorificenza                    |
| ------ | ------------------------------- |
|        | Medaglia del salvataggio (1926) |

### Stato libero di Waldeck
| Nastro | Onorificenza                              |
| ------ | ----------------------------------------- |
|        | Decorazione per i vigili del fuoco (1927) |

### Stato popolare del Württemberg
| Nastro | Onorificenza                                   |
| ------ | ---------------------------------------------- |
|        | Medaglia d'onore per i vigili del fuoco (1919) |
|        | Medaglia del salvataggio (1924)                |

### Città libera di Danzica
| Nastro | Onorificenza                             |
| ------ | ---------------------------------------- |
|        | Medaglia del salvataggio (1927)          |
|        | Distintivo per i vigili del fuoco (1932) |
|        | Distintivo d'onore dei vigili del fuoco  |
|        | Medaglia d'onore della Croce Rossa       |
|        | Croce al merito della Croce Rossa        |